# Orianthi
Orianthi Panagaris (Adelaide, 22 januari 1985), beter bekend als Orianthi, is een Australische singer-songwriter en gitariste.

## Carrière
Panagaris speelde bij Michael Jackson tijdens zijn noodlottige concertreeks This Is It en in de band van Alice Cooper. Haar debuutplaat According to You bereikte de derde plaats in Japan, de achtste in Australië en de zeventiende in de Verenigde Staten. Haar tweede album Believe verscheen eind 2009. Dit jaar werd ze ook door het tijdschrift Elle genoemd als een van de twaalf beste vrouwelijke elektrische gitaristen. In 2010 won ze een prijs van het tijdschrift Guitar International als "Breakthrough Guitarist of the Year".

## Discografie

### Albums
- Violet Journey
- Believe
- Heaven in This Hell

### Singles
| Jaar | Nummer                               | Album                             |
| ---- | ------------------------------------ | --------------------------------- |
| 2009 | According to You                     | Believe                           |
| 2010 | Shut Up and Kiss Me                  | Believe                           |
| 2010 | Courage                              | Believe                           |
| 2013 | Frozen                               | Heaven in This Hell               |
| 2013 | Sex e bizarre                        | Heaven in This Hell (luxe-editie) |
| 2024 | First Time Blues (met Joe Bonamassa) |                                   |
| 2024 | Some Kind Of Feeling                 |                                   |
| 2025 | Attention                            |                                   |

- Gemeinsame Normdatei: 142810487
- International Standard Name Identifier: 0000 0001 0802 3408
- Library of Congress Control Number: no2009043945
- MusicBrainz: 15674cab-ca9c-4704-b15f-c601d2f4409b
- Nationale Bibliotheek van Tsjechië: xx0114806
- Virtual International Authority File: 68145970347632252788